# Otto Wahle
Otto Wahle (n. 5 noiembrie 1879, Viena, Austro-Ungaria – d. 11 august 1963, New York City, New York, SUA) a fost un înotător ce a reprezentat Austria, medaliat olimpic. A participat la 2 ediții ale Jocurilor Olimpice (1900, 1904) în care a câștigat două medalii de argint și o medalie de bronz.